# فريدريش سبي
فريدريش سبي (بالألمانية: Friedrich Spee)‏ (و. 1591 – 1635 م) هو شاعر، وكاتب، وأستاذ جامعي من ألمانيا . ولد في دوسلدورف .
توفي في ترير.

## أعمال بارزة
من أهم أعماله:
- Ist das der Leib, Herr Jesu Christ.

## مناصب وهيئات
أدار Theological Faculty of Paderborn.

## روابط خارجية
- فريدريش سبي على موقع ميوزك برينز (الإنجليزية)
- فريدريش سبي على موقع ديسكوغز (الإنجليزية)